# Norra Åreda
Norra Åreda är en by i Gårdsby socken, belägen mellan Växjö och Åseda utmed väg 23 i Växjö kommun. Byn ligger mellan Are sjö och sjön Innaren. 
Grannbyar till Norra Åreda är bl.a. Skårtaryd, Björnamo, Häljaryd och Kråkenäs. 
Byn är omnämnd av Carl von Linné där han skriver om de nordligt belägna bokskogar han passerar på sin resa. Byns marker berördes av den stora Furubybranden 1868.